# Гильгамеш и Подземный мир
Гильгамеш и Подземный мир — условное название шумерской песни, созданной до XXVIII века до н. э. Главными героями песни являются Гильгамеш и Энкиду. Песня входит в цикл аккадо-шумерских поэм о Гильгамеше. Часть этой песни позже была переведена на аккадский язык и вставлена в «Эпос о Гильгамеше». Встречаются также названия Гильгамеш и дерево хулуппу, Гильгамеш, Энкиду и подземное царство, Гильгамеш, Энкиду и нижний мир.

## Сюжет
В песне исследователи выделяют несколько частей. Первая часть — битва бога Энки. В ней описывается, как Энки совершает путешествие по волнам и сражается с чудовищем. Эта часть не имеет никакого сюжетного отношения к последующим и, вероятно, представляет собой что-то вроде традиционного вступления.
Во второй части описывается история дерева хулуппу (ḫuluppu) — по предположению Сэмюэла Крамера это разновидность ивы. Богиня Иннана (Иннин) находит иву, которая была повреждена, и пересаживает её в другое место, желая позже сделать из неё ложе и трон. Но около дерева поселились Имдугуд (львиноголовый орёл) и дева лилит.
Третья часть — Битва Гильгамеша с чудовищами. Иннана просит о помощи своего брата, бога Уту, однако тот отказывается помогать. После этого богиня взывает к Гильгамешу. Тот смог победить чудовищ, после чего сделал из ствола дерева кресло и ложе для богини. В качестве награды Гильгамеш из остатков корней сделал пукку (pukku, разновидность барабана), а из остатков ветвей — палочки (mikkû).
Четвёртая часть песни начинается с того, что барабан и палочки проваливаются в преисподнюю. Энкиду решает спуститься в неё, чтобы вернуть барабан, но при этом нарушает магические запреты и не может вернуться обратно. Гильгамеш обращается с просьбой к богам, в результате ему было позволено пообщаться с духом Энкиду, рассказавшим, как безрадостна судьба мёртвых. Эта часть песни позже была переведена на аккадский язык и вставлена в «Эпос о Гильгамеше» в качестве XII таблицы. Данная часть несмотря на то, что она не увязана с предыдущем сюжетом Эпоса, позволила подчеркнуть его основную мысль о том, что смерти никому избежать не удастся.

## Исследования
Песня была впервые исследована Сэмюэлом Крамером. На русском языке исследованием песни занимались И. М. Дьяконов, который перевёл часть про Энкиду и подземное царство, и В. К. Афанасьева.